# Гуляйгород (гурт)
Гуляйгород — український музичний гурт, що грає у жанрі фольктроніка.

## Опис
Гурт «Гуляйгород» був створений 2002 року в місті Кіровограді. Заснований гурт став природним продовженням студентських колективів «Дикий Карапет» та «Златопіль». Саме з Кіровоградщини родом значна частина учасників колективу.
Учасники гурту «Гуляйгород» активно займаються дослідженням традиційного українського фольклору Середньої Наддніпрянщини (Черкащина, Полтавщина, Кіровоградщина). В репертуарі гурту є традиційна інструментальна музика, обрядові та побутові пісні, а також танці. Пісенний матеріал подається в традиційній манері багатоголосного співу, характерної для центральної України. Ансамбль ставиться до фольклору, як до розвиненої самобутньої культури, через це не допускає жодних обробок, «чи покращень» автентичного першоджерела для досягнення зовнішніх сценічних ефектів. При виконанні, приділяється увага збереженню неповторного колориту місцевих традицій. «Гуляйгород» не механічно копіює, а органічно засвоює традицію, своєрідно намагається їй наслідувати.
Учасники гурту також проводять майстер-класи традиційних українських танців, таких яких «Гопак», «Орлиця», «Гречаники», «Баламут», «Молодичка» та інші, у супроводі «троїстої музики», до складу якої входять дві скрипки, басоля й бубон.
Гуляйгород є учасником фестивалів, мистецьких акцій та різних фольклорних проєктів в Україні, Німеччині, Польщі, Литві, Грузії, Данії. У 2017 році виступали на Atlas Weekend.
23 серпня 2021 гурт взяв участь у фестивалі «Ти у мене єдина» в Сєвєродонецьку, підтримавши своїм виступом встановлення рекорду з наймасовішого виконання пісні Володимира Івасюка «Червона рута», коли цю пісню  на центральній площі міста одночасно заспівали понад 5200 виконавців.

## Склад
- Сергій Постольников
- Ірина Барамба
- Анастасія Філатова
- Олена Дідик
- Олександр Вовк
- Северин Данилейко
- Данило Данилейко
- Кий Данилейко
- Руслан Павлюк
- Олексій Нагорнюк

## Дискографія

### Музичні альбоми
- «Гуляйгород» (2005) спільно з гуртом «Тартак»
- «Тера Козацька» (2010) спільно з «Хорея Козацька»[2]
- «GG» (2016) створений співпраці з Андрієм Антоненком, а також зі студією "Kofein"
- «Ethno Energgy» (2018)
- «Панянка» (2020)